# دجاجة الماء الغوفية
دجاجة الماء الغوفية (الاسم العلمي: Gallinula comeri) (بالإنجليزية: Gough moorhen)‏ هي نوع من الطيور تتبع جنس دجاجة الماء من فصيلة المرعات.